# Lars Degerman
Lars Degerman (ur. 20 kwietnia 1963) – szwedzki szachista, mistrz międzynarodowy od 1990 roku.

## Kariera szachowa
Wielokrotnie startował w finałach indywidualnych mistrzostw Szwecji, zdobywając 3 medale: dwa złote (1995, 1997) oraz srebrny (1994). W 1997 r. wystąpił w reprezentacji Szwecji na rozegranych w Puli drużynowych mistrzostwach Europy. 
Odniósł kilka sukcesów w turniejach międzynarodowych, m.in. II m. w Tampere (1992, za Jewgienijem Sołożenkinem), dz. II m. w Sztokholmie (1994, turniej Rilton Cup, za Michałem Krasenkowem, wspólnie z Jewgienijem Glejzerowem, Markiem Tajmanowem, Jewgienijem Agrestem, Axelem Ornsteinem i Stellanem Brynellem), IV m. w Sztokholmie (1995, turniej A, za Aleksandrem Czerninem, Nigelem Daviesem i Tomem Wedbergiem) oraz dz. III m. w Malmö (1998, turniej Sigeman & Co, za Joelem Lautierem i Igorem Miladinoviciem, wspólnie z Ivanem Sokolovem i Curtem Hansenem).
Najwyższy ranking w karierze osiągnął 1 stycznia 1999 r., z wynikiem 2506 punktów zajmował wówczas 7. miejsce wśród szwedzkich szachistów. Od 2000 r. rozegrał zaledwie kilkanaście partii klasyfikowanych przez Międzynarodową Federację Szachową.